# Andreas Gottlieb von Bernstorff
Andreas Gottlieb von Bernstorff (Ratzeburg, 1640 – Gartow, 1726) è stato un politico tedesco, ministro a servizio del Casato di Hannover.

## Biografia
Figlio di Andreas von Bernstorff, consigliere a Wolfenbüttel, e di Anna Elisabeth von Bülow, Andreas Gottlieb von Bernstorff era originario del Meclemburgo dove la sua famiglia era proprietaria terriera. Sin dalla gioventù von Bernstorff si interessò di politica divenendo ben presto il portavoce dei proprietari terrieri del Meclemburgo che erano in conflitto col principe Carlo Leopoldo di Meclemburgo-Schwerin. Nel 1715 ricevette il titolo di barone.
Divenne successivamente cancelliere a Celle e dal 1705 divenne consigliere di stato nell'Elettorato di Hannover, passando alla carica di primo ministro dello stato dal 1709.
Dopo l'unione personale tra l'Hannover e la Gran Bretagna, Giorgio I decise di trasferirlo con sé a Londra. Sulla scorta di questa mossa, ad ogni modo, il governo britannico si apprestò dal 1713 ad approvare il Foreign Service Act, poi abbreviato in Foreign Act, nel 1713 dove si stabilì che il primo ministro britannico potesse essere scelto esclusivamente tra i britannici per limitare l'influenza estera in madrepatria. Malgrado questo, come primo ministro dell'Hannover, von Bernstorff continuò ad esercitare una certa influenza sul re e per questo si scontrò più volte con Robert Walpole che combatté con lui una vera e propria guerra fredda.

## Matrimonio e figli
Bernstorff sposò Lucia Johanetta von Schütz, il cui fratello Ludwig von Schütz era diplomatico sempre in Hannover. La coppia ebbe cinque figli, di cui quattro figlie:
- Eleonore, sposò Georg Ernst von Werpup.
- Sophie Charlotte, sposò Joachim Engelke. Il figlio della coppia, Johann Hartwig Ernst von Bernstorff, assunse il cognome del nonno e fu poi ministro in Danimarca.
- Louise, sposò Werner von Lenthe, consigliere della Corte d'Appello.
- Gottlieb Valentin